# Димитрова пионирска организација Септембарци
Димитрова пионирска организација „Септембарци“ (буг. Димитровска пионерска организация „Септемврийче“) је био пионирски покрет у Бугарској. Организација је основана у септембру 1944. ДПО „Септембарци“ организовао је децу између 9 и 14 година. Према проценама из 1967. године организација је имала око 700 000 чланова. Исто така је имало организација „Чавдарци“ (буг. Чавдарчета) за децу под 9 година.